# Kovači (Kotor)
Pour les articles homonymes, voir Kovači.
Kovači (en serbe cyrillique : Ковачи) est un village du sud-ouest du Monténégro, dans la municipalité de Kotor.

## Démographie

### Évolution historique de la population
| 1948 | 1953 | 1961 | 1971 | 1981 | 1991 | 2003 |
| ---- | ---- | ---- | ---- | ---- | ---- | ---- |
| 107  | 113  | 118  | 118  | 111  | 98   | 81   |